# Panorpa virginica
Panorpa virginica is een insect uit de orde van de schorpioenvliegen (Mecoptera), familie van de schorpioenvliegen (Panorpidae). De wetenschappelijke naam van de soort is voor het eerst geldig gepubliceerd door Banks in 1906.
De soort komt voor in de Verenigde Staten.